# 刘巨济
刘泾（1043年？—1100年？），字巨济，一字济震，号前溪，简州阳安（今四川简阳西北）人，北宋画家、文学家。刘孝孙之子。
熙宁六年（1073年）刘泾进士及第。王安石因为他的才能推荐他，宋神宗召见他，任命他为经义所检讨，转任太学博士。历任国子监丞，出知处州、虢州、真州、坊州四州。元符末年上书召对，宋哲宗任命他为职方郎中，刘泾卒时年五十八岁。
刘泾善书画，与米芾为书画友，善作林石槎竹，笔墨狂逸，脱尘拔俗，为世所称。。也工于墨竹。为文章务用奇语，有文名于时。《郡斋读书志》称他“为文奇怪”，“笃志于学，文辞奇伟。早登苏子瞻之门，晚受知于蔡京”。他的诗风画风相近。《全宋词》录存其词《减字木兰花·凭谁妙笔》等二首，其《夏初临·夏景》词清轻流丽，闲适恬澹，从容和雅。胡仔《苕溪渔隐丛话后集》卷三七据《复斋漫录》谓其《减字木兰花》为元丰末年杭州西湖席上赋，下片由仲殊接续。《古今词话》以上片为苏轼作，非泾词。胡仔则认为“当以复斋为正”。刘巨济有《注老子》二卷，有《前溪集》五卷，不传。